# Nazionale maschile di calcio dello Yemen del Sud
La nazionale di calcio dello Yemen del Sud fu la rappresentativa calcistica della Repubblica Democratica Popolare dello Yemen tra il 1965 ed il 1989. Prese parte alla fase finale della Coppa d'Asia nel 1976, perdendo due partite rispettivamente contro l'Iran (0-8) e l'Iraq (0-1). Invece non prese mai parte alla fase finale di un Mondiale. La selezione cessò di giocare quando la Repubblica Democratica Popolare dello Yemen e la Repubblica Araba dello Yemen, meglio conosciuti come Yemen del Sud e Yemen del Nord, si riunificarono il 22 maggio 1990.

## Risultati in Coppa del Mondo
- Dal 1930 al 1982 - Non partecipante
- 1986 - Non qualificata
- 1990 - Ritirata

## Risultati in Coppa d'Asia
- Dal 1956 al 1972 - Non partecipante
- 1976 - Primo turno
- Dal 1980 al 1984 - Non partecipante
- 1988 - Non qualificata

## Tutte le rose

### Coppa d'Asia
Coppa d'Asia 19761 Raban, 2 Jalab, 3 Omar, 4 al-Hirar, 5 Abdulrahman, 6 Khaleb, 7 Medhesh, 8 Ba-Aamer, 9 Hadi, 10 Al-Mass, 11 Sayf, 13 Ahmed, 14 Amar, 16 Awazeen, 17 Ibrahim, 20 Mohammed, CT: Mohsen